# 미하일 구레비치
미하일 이오시포비치 구레비치(러시아어: Михаи́л Ио́сифович Гуре́вич, 1892년 12월 31일~1976년 11월 12일)는 소련의 항공기 설계자로, 아르툠 미코얀과 함께 미그 군사 항공 설계국을 공동 설립했다. 이 설계국은 냉전 기간 동안 소련 공군의 주력 전투기, 고속 요격기, 다목적 전투기로 유명했다. 이 설계국은 170개의 프로젝트를 설계했으며, 그 중 94개가 시리즈 생산되었다. 총 45,000대의 미그 항공기가 국내에서 제조되었고, 그 중 11,000대는 수출되었다. 구레비치가 은퇴하기 전에 개인적으로 작업한 마지막 비행기는 MiG-25였다.

## 생애 및 경력

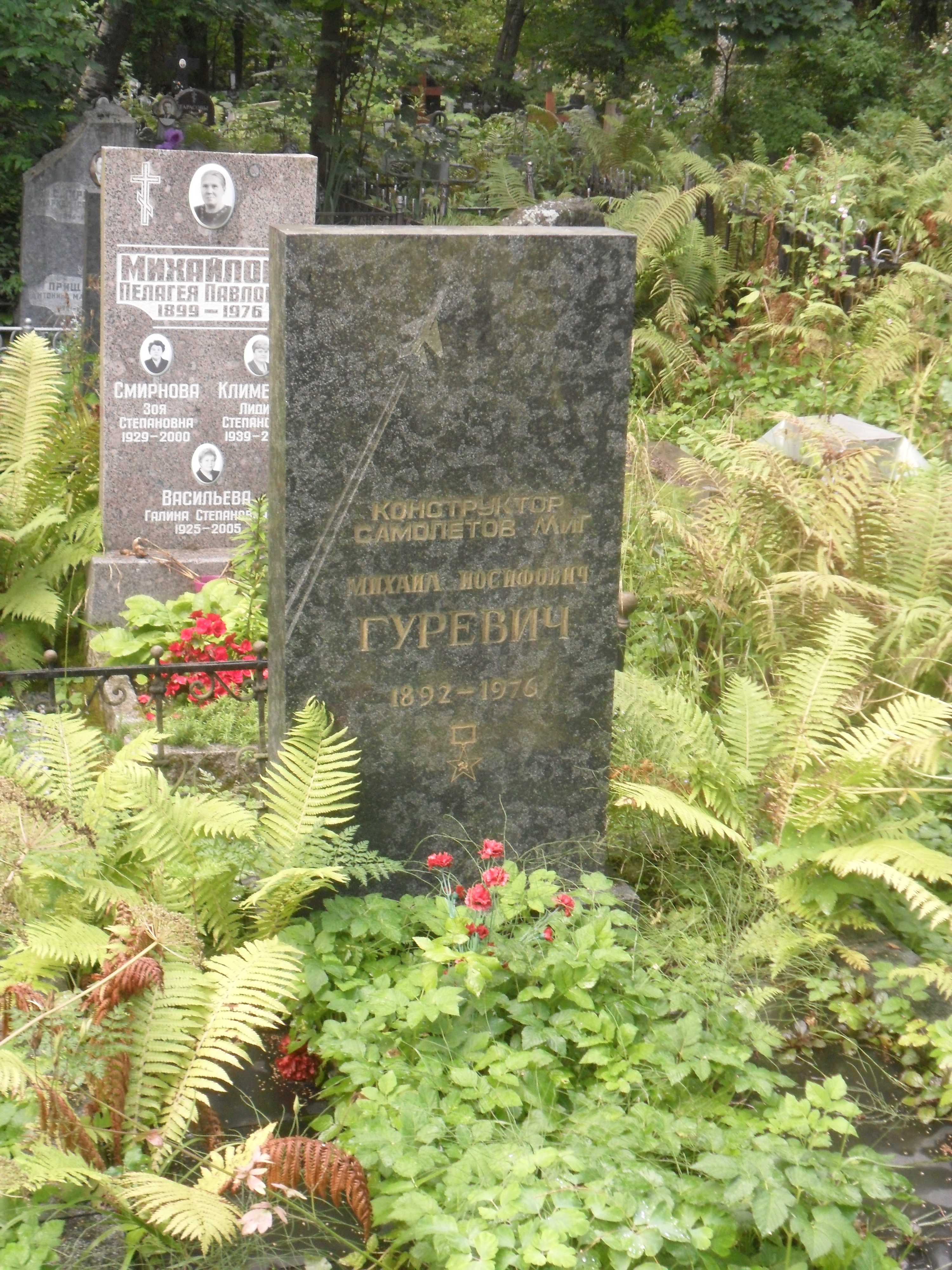
상트페테르부르크에 있는 미하일 구레비치의 묘비.

러시아 유대인 가정에서 태어난 그의 아버지는 러시아 쿠르스크주의 작은 마을인 루반시치나에서 와인 양조 기계공이었다. 1910년 그는 하르키우 지역 오흐티르카의 김나지움을 은메달로 졸업하고 하르키우 대학교 수학과에 입학했다. 1년 후, 혁명 활동에 참여하여 대학과 지역에서 추방되었고 몽펠리에 대학교에서 교육을 계속했다. 그는 1913년 툴루즈의 슈파에로에서 나중에 마르셀 다소라는 이름을 사용한 마르셀 블로흐와 함께 수업을 들었다.
1914년 여름 구레비치는 고향을 방문하던 중 제1차 세계 대전이 발발했다. 이것과 나중에 러시아 내전으로 인해 그의 교육은 중단되었다. 1925년 그는 하르키우 공과대학교 항공 학부를 졸업하고 국영 기업 "열 및 전력"의 엔지니어로 일했다.
1929년 구레비치는 항공기 설계자로서의 경력을 쌓기 위해 모스크바로 이주했다. 소련의 설계는 이른바 실험설계국으로 조직된 국가 운영 사업이었다. 1937년 구레비치는 폴리카르포프 설계국에서 설계팀을 이끌었고, 그곳에서 미래의 팀 파트너인 아르툠 미코얀을 만났다. 1939년 말 그들은 미그 설계국을 설립했고, 구레비치는 부수석 설계자로, 1957년 이후에는 수석 설계자로 일했으며, 1964년 은퇴할 때까지 이 직책을 유지했다. 이것은 그가 소련 공산당에 한 번도 가입하지 않았다는 점을 고려하면 주목할 만하다.
1940년 미코얀과 구레비치는 니콜라이 폴리카르포프 팀이 부분적으로 개발한 프로젝트를 기반으로 고고도 MiG-1 전투기를 설계하고 제작했다. 개량된 MiG-3 전투기는 제2차 세계 대전 동안 널리 사용되었다. 전후 몇 년 동안, 그들은 최초의 초음속 모델을 포함하여 최초의 소련 제트 전투기를 설계했다. 구레비치가 작업한 마지막 모델은 가장 빠른 군용기 중 하나로 평가되는 MiG-25 요격기였다.

## 수상
- 사회주의 노동영웅 (1957)
- 6회의 소련 국가상 (1941, 1947, 1948, 1949, 1952, 1953)
- 레닌 훈장 (1962)